# Mary Hamm
Mary Hamm (nacida Mary Zorn; 12 de abril de 1982) es una deportista estadounidense que compitió en tiro con arco, en la modalidad de arco compuesto.
Ganó tres medallas en el Campeonato Mundial de Tiro con Arco al Aire Libre, en los años 2003 y 2005, y nueve medallas en el Campeonato Mundial de Tiro con Arco en Sala entre los años 2001 y 2018.

## Palmarés internacional
| Campeonato Mundial al Aire Libre | Campeonato Mundial al Aire Libre | Campeonato Mundial al Aire Libre | Campeonato Mundial al Aire Libre |
| Año                              | Lugar                            | Medalla                          | Prueba                           |
| -------------------------------- | -------------------------------- | -------------------------------- | -------------------------------- |
| 2003                             | Nueva York (Estados Unidos)      | Medalla de oro                   | Individual                       |
| 2003                             | Nueva York (Estados Unidos)      | Medalla de oro                   | Equipo                           |
| 2005                             | Madrid (España)                  | Medalla de plata                 | Equipo                           |
| Campeonato Mundial en Sala       |                                  |                                  |                                  |
| Año                              | Lugar                            | Medalla                          | Prueba                           |
| 2001                             | Florencia (Italia)               | Medalla de oro                   | Individual                       |
| 2001                             | Florencia (Italia)               | Medalla de oro                   | Equipo                           |
| 2003                             | Nimes (Francia)                  | Medalla de oro                   | Equipo                           |
| 2003                             | Nimes (Francia)                  | Medalla de bronce                | Individual                       |
| 2005                             | Aalborg (Dinamarca)              | Medalla de oro                   | Individual                       |
| 2005                             | Aalborg (Dinamarca)              | Medalla de oro                   | Equipo                           |
| 2009                             | Rzeszów (Polonia)                | Medalla de oro                   | Individual                       |
| 2009                             | Rzeszów (Polonia)                | Medalla de oro                   | Equipo                           |
| 2018                             | Yankton (Estados Unidos)         | Medalla de oro                   | Equipo                           |